# Полонізаційно-відновна акція (1938)

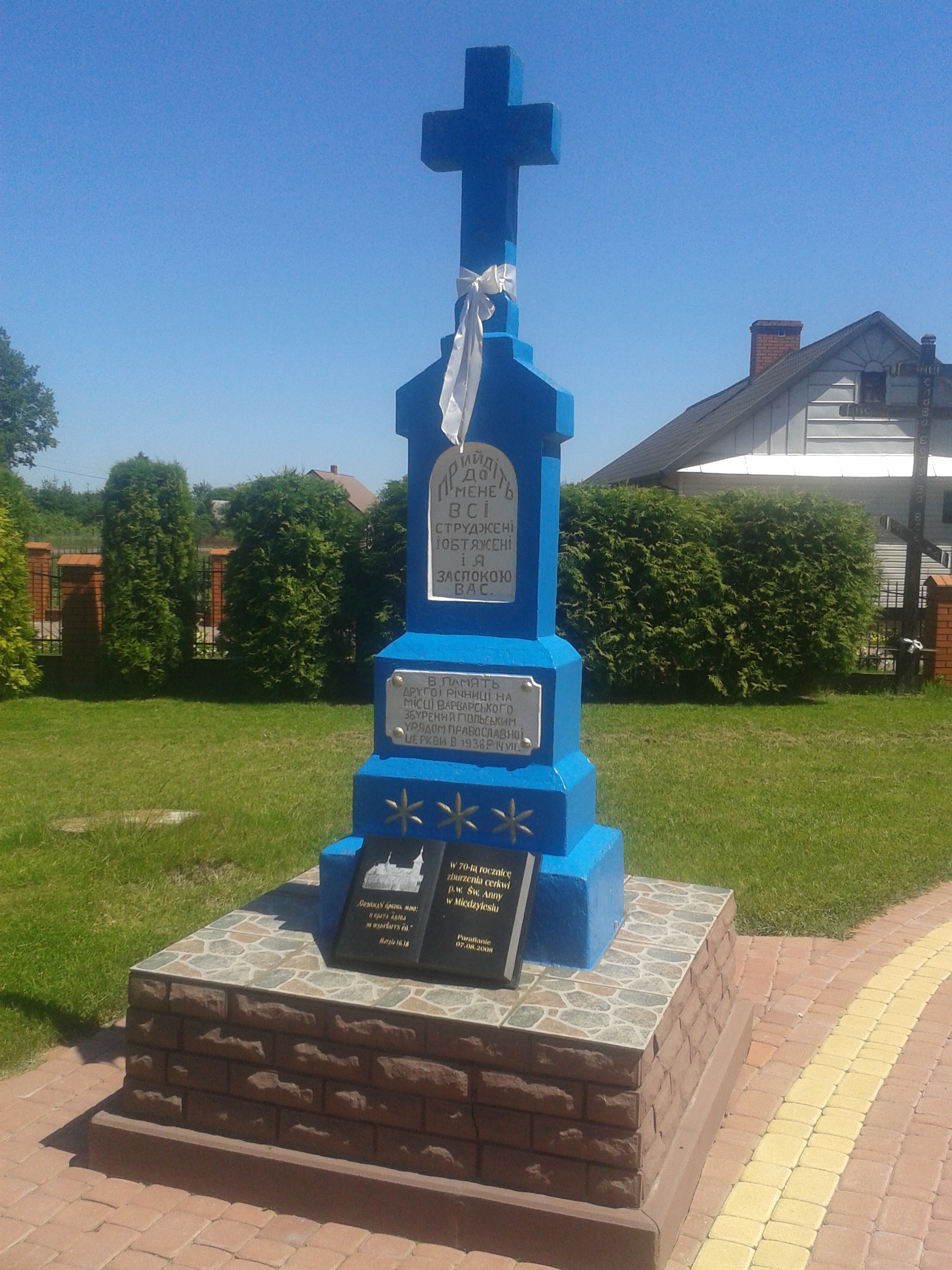
Пам'ятник на честь знищення Церква св. Анни в Межиліссі (1906–1938) в рамках акції, 14 липня 1938 року

Полонізаційно-відновна акція 1938 року — серія каральних заходів польської влади проти українського православного населення, що тривала з середини травня до середини липня 1938 року на півдні Підляшшя та на Холмщині. Офіційна мета акції була спрямована на «обмеження впливу православної церкви».
Це призвело до знищення, зокрема, від 91 до 107 або 127 православних храмів і репресій проти православного духовенства. Щонайменше в десятку випадків також осквернювалися храми та знищувалося їхнє обладнання. Вірних змушували прийняти римо-католицьку віру.

## Історія

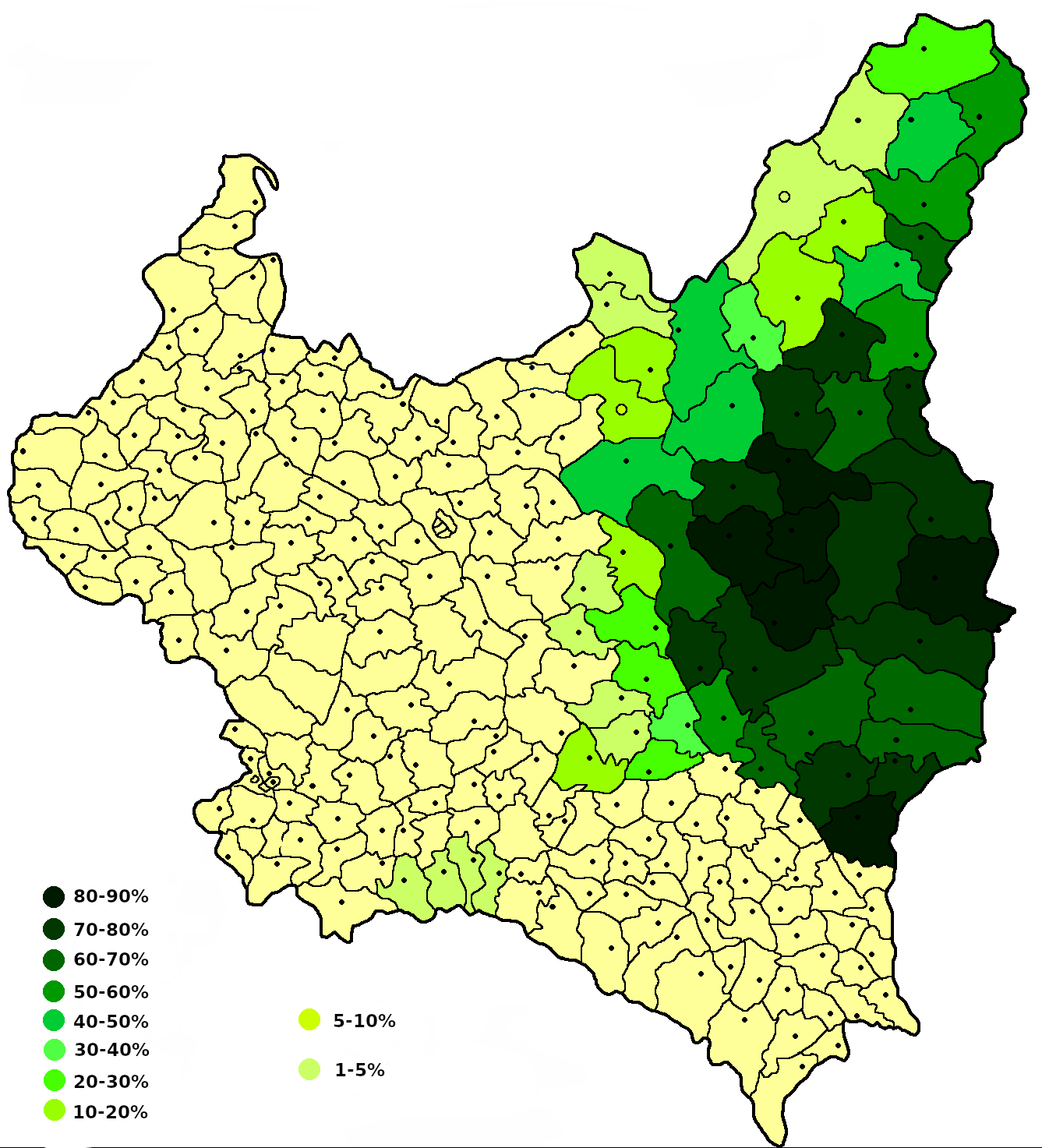
Православні в міжвоєнній Польщі за даними перепису населення 1931 року.

Руйнація церкви у c. Витків

Моментом найбільш радикальних дій, скерованих проти Православної Церкви та українського населення Холмщини та Південного Підляшшя, був 1938 рік, коли на цих теренах розпочалася так звана полонізаційно-ревіндикаційна акція. Ця акція відбувалася під вигаданим гаслом «ревіндикації всього того, що колись, у часах перед поділами [Польщі], було польським і католицьким на східних землях Люблинського воєвідства». На території Холмщини та Південного Підляшшя ця акція мала бути реалізована у двох напрямках:
- 1) акція, пов'язана «з поверненням до віросповідань своїх батьків, тобто конверсії з віросповідання і обрядів нелатинських на віросповідання і обряд римо-католицький»;
- 2) полонізація православ'я — уведення польської мови до літургічного та щоденного життя Православної Церкви, створення і підтримка руху православних поляків.

20 січня 1938 року генерал Бруно Ольбрихт сформулював принципи ведення акції. В окремих повітах призначено повітових керівників, котрими стали офіцери з дислокованих там формувань. Мали вони організувати «теренові групи», які були виконавчими органами. В їхній роботі слід було звернути увагу на те, щоб усі дії, які виконувала цивільна адміністрація і громадські організації, були «підпорядковані завданням полонізації». Водночас ген. Б. Ольбрихт підкреслював, що «потрібно пробудити в суспільстві важливість полонізаційної акції і скерувати його на активну полонізаційну роботу».

Руйнація церкви у c. Кулемчиці

Координаційний комітет включав у свою діяльність польські громадські організації, зокрема Товариство розвитку східних земель. Ген. Б. Ольбрихт прямо наказував, що «Органом для праці на рівні повіту, який служитиме спеціально для того, щоб не втягувати війська до політичної роботи, керівники акції заснують у кожному повіті Товариство розвитку східних земель». Комітет інспірував заяви польських організацій у різних питаннях (наприклад, полонізації православ'я, зміни назв місцевостей, домагання усунення «зайвих» церков), що мало створювати враження ініціатив знизу.
У березні 1938 р. керівник координаційної акції на колишню Холмщину ген. Брунон Ольбрихт так формулював методи дій щодо православ'я: «У жодному разі не можна виступати проти православ'я. […] Йдеться про те […], щоб православна церква, за котру нині ніхто не може заступитися, була за наші польські гроші інструментом полонізаційним, а не русифікаційним». Він сформулював також принципи ревіндикаційної акції: «релігійну ревіндикацію слід здійснювати тихо, таємно, але нещадно за кожну родину і душу; так, щоб не провокувати офіційної боротьби з православ'ям».

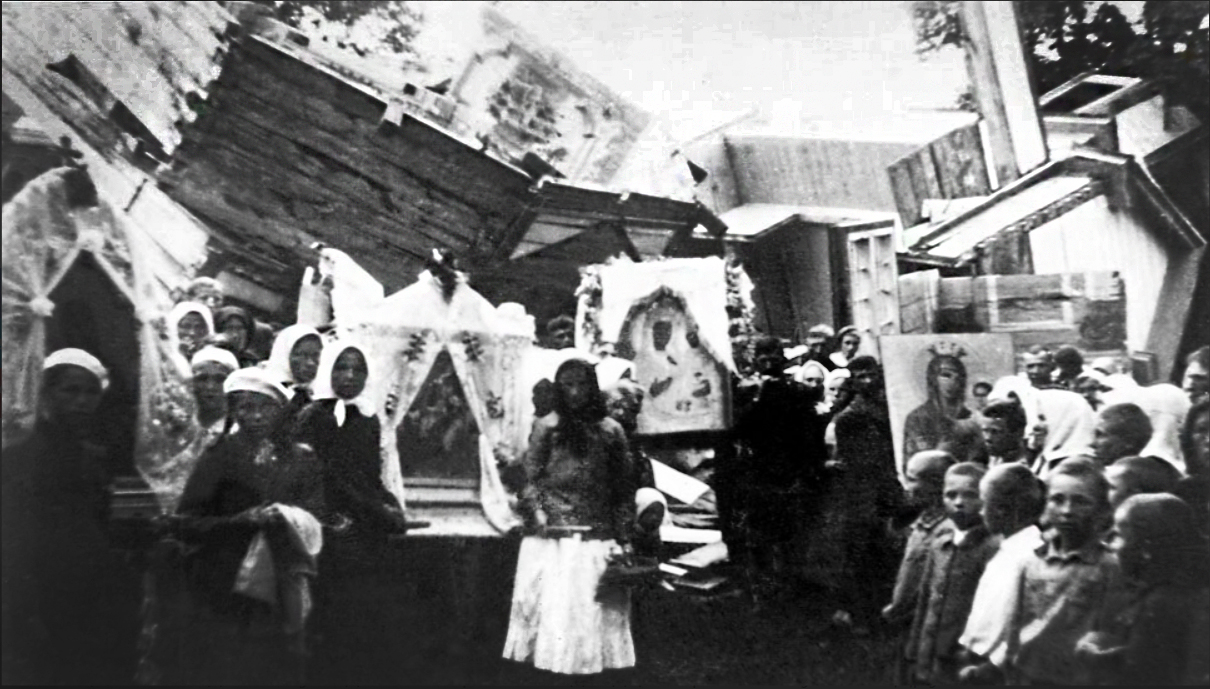
Віруючі на руїнах церкви у с. Пригоріле

У квітні ген. Б. Ольбрихт накреслив детальну програму дій. Пропонував він також «Заселення території римо-католицькими священиками» і створення для них 38 нових штатних одиниць, ерегування 12 нових парафій і утворення у Холмі римо-католицької дієцезії з особливою орієнтацією на полонізацію, з вибором відповідного єпископа". Передбачав він здійснення радикальних кроків щодо Православної Церкви. Стверджував також, що «мусить бути прийнятий принцип: жоден клаптик землі не може потрапити в руки інші, ніж польські».
До акції готували також польську громадську думку, поміщаючи в проурядовій пресі статті про «українську небезпеку» на Холмщині, Православну Церкву звинувачували у русифікаційній та українізаційній діяльності. Кампанію в пресі розпочав «Ілюстровани Кур'єр Цодзєнни». Відбувалися інспіровані військовими властями збори польських громадських організацій, віча католицького населення, котрі приймали резолюції з домаганням «ліквідації» зачинених храмів, усунення православних священиків, полонізації Православної Церкви.

Знищена польською владою православна церква у Крилові

Дії, спрямовані безпосередньо на структури Православної Церкви, розпочалися навесні 1938 р., у період Великого посту та Великодніх свят. Все почалося із закриття позаштатних і діючих неофіційно храмів. Траплялися випадки підпалів церков. Зліквідовано також певну кількість офіційно існуючих парафій. Церкви, які, за рішенням польських властей, мали бути зачиненими, опечатано, а священиків карали за відправу богослужінь у цих храмах. Рішуче усувалися також священики, які не були офіційно затверджені державою. Чинився також тиск на православне духовенство, щоби проповіді виголошувалися й уроки Закону Божого велися польською мовою. Від весни 1938 р. започатковано також кампанію залякування українського православного населення Холмщини і Південного Підляшшя. Боївки польської молоді вибивали вікна. Усе частіше мали місце утиски з боку адміністрації, яка стосувала шантаж, узалежнюючи виконання адміністративних дій від переходу на католицизм. За участю війська і керівників державної адміністрації зорганізовано офіційні урочистості переходу православних на католицизм. Тих, хто не погоджувався, лякали та переслідували. Варто зацитувати розповідь свідка тих подій — католицької монашки із Туркович: «Власті з ґміни, керівник школи Константинович і наш кс. капелан промовляли до православних: що таке прийшло розпорядження від властей, що одна має бути католицька віра. Під кінець досить гостро сказав керівник Константинович: а хто не підкориться, того покарають і виселять із Туркович!»
21 травня 1938 р. відбулася зміна на посаді керівника координаційної акції на колишню Холмщину. Замість ген. Б. Ольбрихта став ним новий командир 3-ї піхотної дивізії Легіонів полк. Мар'ян Турковський.
|                                                                | У Тарноватці […] у збудованому молитовному домі почав совершати богослужіння православний монах із Почаївської Лаври […]. Останнім часом душпастирські функції для православних у Тарноватці й околицях виконував о. Семен Демчук […]. Навесні поточного року мало розпочатися будівництво для православного священика, але раптом влада заборонила це будівництво. Невдовзі після того війт Моссаковський відчитав селянам 14 травня 1938 р. розпорядження повітового старости у Томашеві про закриття православного молитовного дому в Тарноватці. Останню Божественну Літургію совершив о. Семен Демчук 15 травня 1938 р. у присутності постового державної поліції. Зібралися на цю останню літургію всі місцеві й довколишні православні українці, від дітей до старих, і увесь час голосно і гірко плакали. Не витримав і поліціянт і вийшов перед закінченням богослужіння. […] Отця Семена Демчука повітовий староста у Томашеві за недозволене здійснення православних богослужінь покарав двомісячним арештом і у червні 1938 р. виселив із Тарноватки. |
| — З інтерпеляції посла до Сойму Степана Барана 6 липня 1938 р. | |

## Вшанування
У 2008 році, у 70-ту річницю акції, Євгеніуш Чиквін, депутат СДЛС, подав до Сейму пропозицію прийняти резолюцію, яка засуджує акцію. Проєкт постанови підписали 34 парламентарі.